# Maksimilijan Celjski
Maksimilijan Celjski, škof in mučenec, apostol Norika, * okoli 230, Celje, † 12. oktober 284, Celje.

## Življenje
Sveti Maksimilijan Celjski je bil že kot otrok deležen vzgoje v krščanskem duhu. Po smrti staršev je razdal podedovano premoženje, sužnjem pa podaril prostost. Sam je odšel v Rim, kjer je postal duhovnik. Papež Sikst II. (257–258) ga je zaradi njegovega dela posvetil v škofa in ga poslal nazaj v Norik oznanjevat krščanstvo. Naselil se je v Laureacu (Lorch), tedanjem glavnem mestu severnega Norika ob izlivu Aniže v Donavo. Od tam je potoval po vsej pokrajini, nazadnje pa je prišel tudi v rodno Celeio. Na prigovarjanje tedanjega rimskega sodnika Eulazija (Eulasius), ki je deloval tam kot namestnik cesarja Numerijana (283–284), naj preneha z oznanjevanjem in se priključi poganski veri, je sveti Maksimilijan ostal kljub grožnjam zvest krščanstvu. Zaradi tega ga je dal Eulazij obglaviti. Truplo so skrivoma pokopali ob tedanjem mestnem obzidju, kjer je sedaj rimskokatoliška cerkev svetega Maksimilijana. Sveti Rupert ga je 350 let kasneje dal prenesti v Bischofshofen na Solnograško.
Svetega Maksimilijana upodabljajo v škofovskih oblačilih s pastirsko palico ali križem v levi in palmovo vejo ali mečem v desni roki. Je zavetnik škofije v Passauu na Bavarskem. Njegov god se obhaja 12. oktobra.
Pokopan je v cerkvi svetega Maksimilijana v Celju. V Celju je po njem poimenovan tudi mestni park.